# Pelagianism
Pelagianismul este doctrina provenită, ca denumire, de la teologul Pelagius (354 - c.420) cu privire la antropologia și soteriologia creștină.

## Fondul doctrinar
El considera că oamenii au capacitatea de a îndeplini poruncile lui Dumnezeu prin exercitarea libertății voinței umane, independent de harul divin (grația divină). Cu alte cuvinte, libera voință a unei persoane este pe de-a întregul capabilă să-l aleagă pe Dumnezeu și/sau să facă bine sau rău fără ajutorul intervenției divine. Pelagianismul spune că firea omului este bună, la bază. Astfel, ea neagă păcatul originar, doctrina conform căreia omul a moștenit o fire păcătoasă de la Adam. Pelagius a susținut că Adam și-a făcut rău doar sieși, când a decăzut, iar toți descendenții săi nu au fost afectați de păcatul lui Adam. Pelagius susținea că o persoană este născută cu aceeași puritate și virtuți morale ca cele ale lui Adam, atunci când a fost făcut de Dumnezeu. El afirma că oamenii îl pot alege pe Dumnezeu prin exercitarea liberului arbitru și a gândirii raționale. Harul lui Dumnezeu ar fi doar un ajutor prin care indivizii ar veni către el.
Pelagius considera că mântuirea este obținută pe drept, pe merit personal, prin liber arbitru (dar în cadrul creștinismului). Fericitul Augustin i-a răspuns lui Pelagius prin introducerea conceptului de păcat originar, susținând că voința omenească este complet incapabilă să obțină mântuirea, datorită vicierii ei cu acest păcat originar. Pentru Augustin, nimeni nu merită să fie mântuit, mântuirea fiind un dar nemeritat oferit de Dumnezeu (doctrina harului).
Pelagius considera că harul divin se reduce la a cunoaște (comunica oamenilor) dogmele corecte și morala corectă, restul trebuind obținut prin efort propriu.

## Implicații dialectice
Deși pelagianismul a fost condamnat, discuțiile teologice au continuat, dând naștere unui nou conflict: disputa semipelagiană. Susținând necesitatea absolută a harului divin, Augustin afirma că voința omului este atât de slăbită si neputincioasă din cauza păcatului strămoșesc, încât nu poate face, fără ajutorul lui Dumnezeu, decât fapte rele. Augustin a susținut și ideea că Dumnezeu nu vrea ca toți oamenii să se mântuiască, ci numai cei aleși sau predestinați să scape de osândă. Cei sortiți osândei rămân printre cei pierduți pentru vecie, fără întoarcere (ideea a fost preluată de protestantism).
Pelagianismul nu reușește să priceapă firea omului și slăbiciunile lui. Suntem păcătoși prin firea noastră (Efes. 2:3; Psalm 51:5). Cu toții am păcătuit deoarece am intrat în lume prin Adam: "De aceea, după cum printr-un singur om a intrat păcatul în lume, și prin păcat a intrat moartea, și astfel moartea a trecut asupra tuturor oamenilor, din pricină că toți au păcătuit…" (Rom. 5:12, NIV). Mai mult, Romani 3:9-12 spune: "9.) Ce urmează atunci? Suntem noi mai buni decât ei? Nicidecum. Fiindcă am dovedit că toți, fie Iudei, fie Greci, sunt sub păcat, 10.) după cum este scris: 'Nu este nici un om neprihănit, nici unul măcar. 11.) Nu este nici unul care să aibă pricepere. Nu este nici unul care să caute cu tot dinadinsul pe Dumnezeu. 12.) Toți s-au abătut, și au ajuns niște netrebnici. Nu este nici unul care să facă binele, nici măcar unul.” Așadar, suntem incapabili de a face voia lui Dumnezeu (Rom. 6:16; 7:14). Am fost afectați de căderea lui Adam, contrar învățăturii lui Pelagius.
După Conciliul din Efes (431), pelagianismul nu a mai tulburat Biserica Greacă, astfel că istoricii greci ai secolului al cincilea nici măcar nu pomenesc ceva despre controversă sau numele ereticilor. Însă erezia a continuat să mocnească în Vest și s-a stins foarte încet.